# Wilhelm Stricker (Politiker)
Wilhelm Stricker (* 30. November 1905 in Neuwied; † 8. Juli 1992 in Troisdorf) war Kommunalpolitiker (CDU) in Troisdorf und zweifacher Träger des Bundesverdienstkreuzes.

## Leben
Der gebürtige Neuwieder wohnte seit 1908 in Troisdorf. Vor seinem später öffentlichen Auftreten als Kommunalpolitiker engagierte sich Wilhelm Stricker trotz seiner Mitgliedschaft bei der NSDAP bereits für seine christliche Überzeugung: Er hektographierte in seinem Büro heimlich Hirtenworte des neu berufenen Erzbischofs von Köln, Josef Frings, über dessen Berufung die Nazis der Presse verboten hatten zu berichten, und sorgte für deren Verbreitung.  
Als die englischen Besatzungstruppen nach Ende des Zweiten Weltkriegs 1945 das Troisdorfer Wohngebiet zwischen Schloßstraße, Friedensstraße, Hospitalstraße (damals Friedrich-Ebert-Straße), Richard-Wagner-Platz und von-Loe-Straße beschlagnahmten, begann Wilhelm Stricker seine kommunalpolitische Arbeit: Er setzte sich effektiv für die Ersatzwohnbeschaffung ein. Auf seine Initiative ist zurückzuführen, dass der Wohnkomplex an der damals so genannten „kleinen Blücherstraße“ mit 32 Wohnungen und in der Bertha-von-Suttner-Straße das Laubenganghaus mit 18 Wohnungen  von der Gemeinnützigen Wohnungsbaugenossenschaft Troisdorf mit Unterstützung der Stadt gebaut wurden. 
Er zog bei der Wahl am 9. November 1952 erstmals in den Rat der Stadt Troisdorf ein. In den 32 ununterbrochenen Jahren seiner Ratszugehörigkeit war Wilhelm Stricker vom 2. Dezember 1954 bis 6. November 1956 Bürgermeister. Außerdem gehörte er immer (teilweise als Vorsitzender) dem Bau- und Vergabeausschuss und in einzelnen Wahlperioden dem Sozial-, Haupt- und Finanzausschuss, dem Schul- und Kulturausschuss (jahrelang auch Vorsitzender), dem Werksausschuss sowie dem Müllbeseitigungszweckverband an. 
Als Alterspräsident des Stadtrates hatte er 1975 (Kommunale Neuordnung in NRW) und 1979 die Wahl des Bürgermeisters durchzuführen.
Wilhelm Stricker hat neben seiner beruflichen Tätigkeit als Industrie-Kaufmann zuerst bei den Klöckner-Mannstaedt-Werken und später bei der Firma Dynamit Nobel AG, Troisdorf, seit 1934, das Amt eines Geschworenen beim Landgericht Bonn zwölf Jahre lang bekleidet. 
Außerdem war er seit 1957 ehrenamtliches Vorstandsmitglied der Gemeinnützigen Wohnungsbau-Genossenschaft Troisdorf eG sowie seit 1970 15 Jahre lang Vorsitzer des DRK-Ortsverbandes Troisdorf. 1979 erhielt er das Ehrenzeichen des Deutschen Roten Kreuzes.
1977 wurde ihm durch den Bundespräsidenten Walter Scheel das Bundesverdienstkreuz am Bande, 1985 durch den Bundespräsidenten Dr. Richard von Weizsäcker das Bundesverdienstkreuz 1. Klasse verliehen.
Bürgermeister Hans Jaax und Stadtdirektor Gerhardus würdigten 1992 Wilhelm Stricker als einen Mann, „der maßgeblich am Aufbau der Stadt Troisdorf beteiligt war“.
Postum wurde die Verbindung zwischen dem alten Rathaus der Stadt und dem Friedhof  am Waldpark „Wilhelm-Stricker-Weg“ benannt.